# Pereira (město)
Pereira je město v kolumbijské provincii Risaralda. Žije zde přibližně 591 tisíc obyvatel. Leží na úpatí pohoří Andy v oblasti typické pro produkci kávy, jež se nazývá Kávová osa (španělsky Eje Cafetero). V oblasti tzv. Kávové osy je Pereira nejlidnatějším a zároveň nejvýznamnějším městem. Pereira je zároveˇhlavním městem provincie Risaralda, přičemž sousedí s městy Dosquebradas a La Virginia. Pereira je se navíc nachází uprostřed kolumbijského tzv. Zlatého trojúhelníku tvořeného městy Bogota, Medellín a Cali a je tak důležitým dopravním uzlem, jakož i průmyslovým a finančním centrem v regionu. 